# Криппа, Маддалена
Маддалена Криппа (итал. Maddalena Crippa; род. 4 сентября 1957, Безана-ин-Брианца, Италия) — итальянская актриса театра и кино.

## Биография
Криппа родилась в Безана-ин-Брианца, в юном возрасте начала сниматься в любительской драматургии вместе с отцом и братьями. В 17 лет закончила театральную школу театра Пикколо в Милане, режиссер Джорджо Стрелер был впечатлен её актерскими способностями и дал ей роль в экранизации «Campiello» Карло Гольдони (1975). С тех пор Криппа начала напряженную театральную карьеру, работая в том числе с Джанкарло Кобелли, Лукой Ронкони и её мужем Питером Штайном. Также активно снимается[когда?] в телесериалах и фильмах.